# 금성초등학교 도경분교
금성초등학교 도경분교는 경상북도 의성군 금성면에 있었던 초등학교 분교이다.

## 연혁
- 일자미상 산운공립보통학교 부설 도경간이학교 설립 인가
- 1937년 6월 23일 도경간이학교 개교
- 1944년 3월 22일 도경공립국민학교 승격 인가
- 1944년 4월 1일 도경공립국민학교 승격 분리
- 일자미상 도경국민학교 개편
- 1993년 9월 1일 금성국민학교 분교장 격하 편입
- 1996년 3월 1일 금성초등학교 도경분교 개편
- 2006년 3월 1일 폐교 및 금성초등학교 통폐합